# Вале Мосо
Вале Мосо (итал. Valle Mosso) је насеље у Италији у округу Бијела, региону Пијемонт.
Према процени из 2011. у насељу је живело 2079 становника. Насеље се налази на надморској висини од 421 м.

## Становништво
| 1931. | 1936. | 1951. | 1961. | 1971. | 1981. | 1991. | 2001. | 2011. |
| ----- | ----- | ----- | ----- | ----- | ----- | ----- | ----- | ----- |
| 4.254 | 4.818 | 5.592 | 5.831 | 5.466 | 4.932 | 4.350 | 3.957 | 3.526 |